# Chrysolina pala
Chrysolina pala é uma espécie de artrópode pertencente à família Chrysomelidae.